# الكليات في الطب

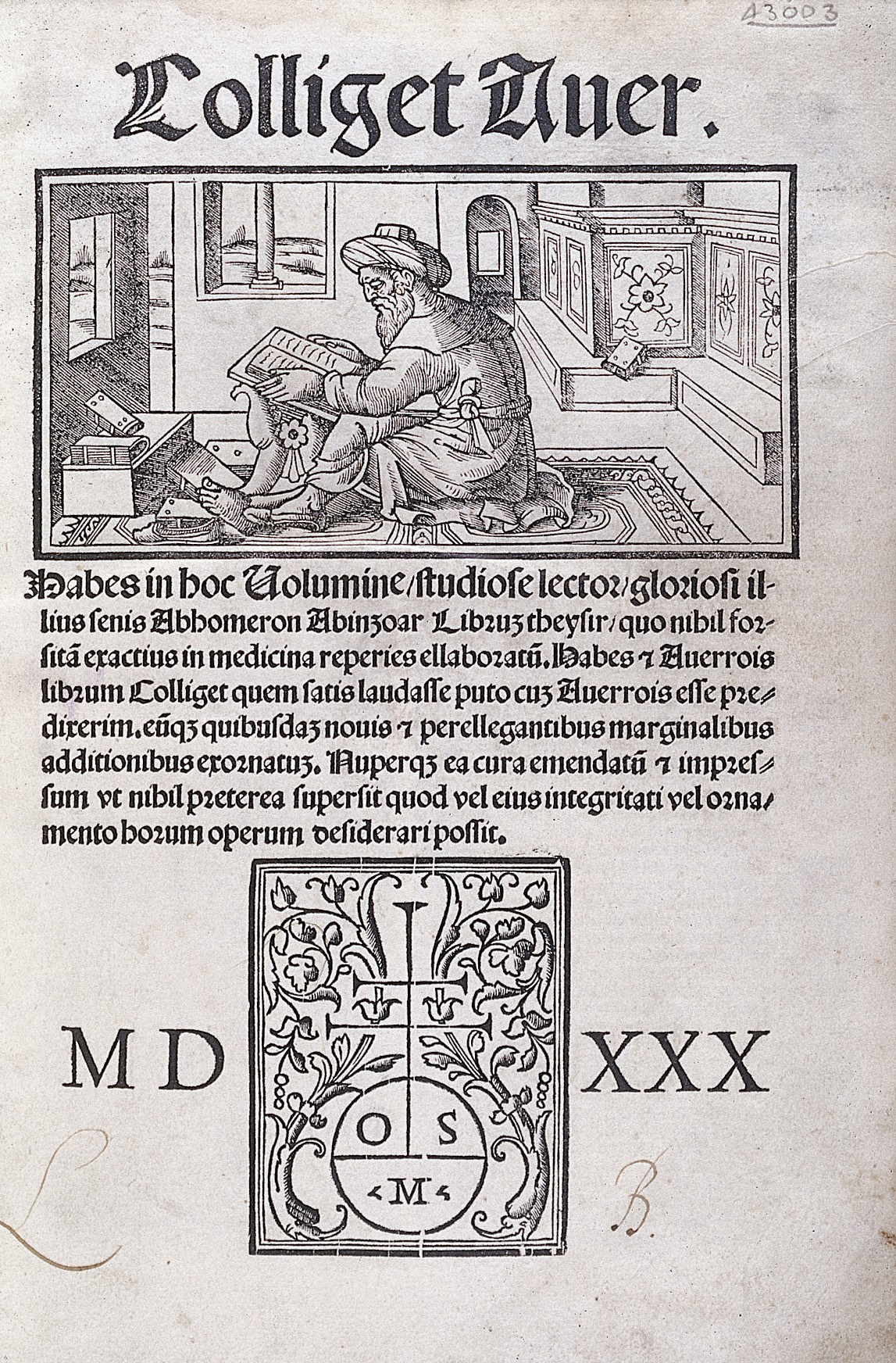
صفحة من الكليات في الطب لابن رشد

الكليات أو الكليات في الطب هي موسوعة طبية كتبها عالم الأندلس ابن رشد. عنوان الكتاب يُعارض كتاب الجزئيات في الطب الذي كتبه صديقه ابن زهر. تعاون الاثنان، على أمل أن يكمل كتاباهما بعضهما البعض.  كُتب كتاب الكليات بين عامي 1153 و1169، ثم تُرجم في النهاية إلى عبرية العصور الوسطى [الإنجليزية] واللاتينية، وأصبح كتابًا أكاديميًّا واسع الاستخدام ومن أساسيات المناهج الدراسية في أوروبا حتى القرن الثامن عشر. 